# ぐるっと食の旅 キッチンがゆく
『ぐるっと食の旅 キッチンがゆく』（ぐるっとしょくのたび キッチンがゆく）は、NHK BSプレミアム及び海外向けのNHKワールド・プレミアムにて2013年4月3日より2014年3月12日まで放送されたテレビ番組である。

## 概要
NHK総合で放送される『キッチンが走る!』のBS版である。食べることや食文化に関心を持った俳優・タレント・スポーツ選手等を旅人に起用し、料理道具（カセットコンロ、簡易テーブルなど）を積み込んだキッチンカーで旬の食材を求めて全国を旅して、地元で活躍する料理人の案内で食材の生産者を訪ねてそのおいしさの秘訣や産地ならではの調理法を教わる。さらに地元の食材を知り尽くした料理人ならではのオリジナル料理を調理して、生産者とともにじっくりと味わう。
キッチンカーは北海道から始まって日本海側を南下する「南下ルート」と四国から始まって太平洋側を北上する「北上ルート」の二手にわかれて旅を続け、1年をかけて全国各地を巡って番組独自の日本食材マップとレシピ集を完成させる。
本放送に先立って、三倉茉奈、三倉佳奈、大林素子の3名を起用した特別編がパイロット番組として2013年2月11日 - 2月16日に放送された。
後継番組として、元体操日本代表の田中理恵との元スピードスケート選手の岡崎朋美が各地を巡る『食材探検 おかわり!にっぽん』が2014年4月から月2回BSプレミアムで放送されている。

## 放送時間
- 毎週水曜日 19:30分 - 19:59
- 翌週土曜日 7:45分 - 8:14、または8:00 - 8:29（再放送）
- 月曜日 - 土曜日（不定期）7:45 - 8:00（本放送を2分割して前編・後編として放送）
- 月曜日 - 土曜日（不定期）19:15 - 19:30（本放送を2分割して前編・後編として放送）

## 出演者
北上ルート
- 西城秀樹
- 大林素子

南下ルート
- 三倉茉奈
- 三倉佳奈

## スタッフ
- テーマ音楽： さくらまや「奇跡はここにある」（作詞作曲： AK）
- ナレーション： 増山江威子
- 撮影： 畠中宏
- 音声： 高橋友樹
- CG制作： 薗部健
- 映像技術： 徳竹邦彦
- 音響効果： 高田智彰
- 編集： 荘野佑介
- ディレクター： 手塚裕子
- 取材： 土出友美
- プロデューサー： 新原宏
- 制作統括： 山谷起、湯谷幸司、安出光伸
- 制作： NHKエンタープライズ
- 制作・著作： NHK、NEXTEP

## 放送リスト

### パイロット版
15分ずつ2日間に分けて放送された。
| 放送日      | タイトル                    | 旅人     | 料理人                   | 旬の食材                             |
| ----------- | --------------------------- | -------- | ------------------------ | ------------------------------------ |
| 2月11・12日 | 〜宮崎・日向市〜 前編・後編 | 三倉佳奈 | 塩月貴文（イタリア料理） | 日向夏、切り干し大根、みやざき地頭鶏 |
| 2月13・14日 | 〜宮崎・都城市〜 前編・後編 | 三倉茉奈 | 宮田健一（フランス料理） | 里芋（白芽・赤芽）、宮崎牛           |
| 2月15・16日 | 〜鹿児島市〜 前編・後編     | 大林素子 | 青木三郎（中国料理）     | きびなご、桜島大根                   |

### 南下ルート
| 放送日   | タイトル                                          | 旅人     | 料理人                       | 旬の食材                                 |
| -------- | ------------------------------------------------- | -------- | ---------------------------- | ---------------------------------------- |
| 4月3日   | 十勝平野 雪の恵み 〜北海道・帯広市〜              | 三倉佳奈 | 西澤孝昌（イタリア料理）     | 長イモ、放牧豚、生ハム                   |
| 4月10日  | 春を告げる海の幸 〜北海道・小樽市〜               | 三倉佳奈 | 花形信行（フランス料理）     | 甘えび、ニシン                           |
| 5月1日   | 活気みなぎる朝市と漁港 〜青森・八戸市〜           | 三倉茉奈 | 澤内昭宏（イタリア料理）     | サクラマス、春掘りゴボウ                 |
| 5月8日   | 雪解け…山里の春の食材 〜秋田・北秋田市〜          | 三倉茉奈 | 小林淳（フランス料理）       | クレソン、比内地鶏                       |
| 5月29日  | 雪国が育んだ歴史の味 〜山形・米沢市〜             | 三倉茉奈 | 我妻喜一（イタリア料理）     | うこぎ、米沢牛                           |
| 6月5日   | 鮭（さけ）と酒の町で情けにふれて 〜新潟・村上市〜 | 三倉茉奈 | 森本節生（フランス料理）     | ハタハタ、塩引き鮭、塩麹                 |
| 6月26日  | 富山湾の至宝を食す 〜富山・射水市&南砺市〜        | 三倉佳奈 | 小室徳幸（フランス料理）     | シロエビ 、五箇山豆腐                    |
| 7月3日   | 加賀・幻の食材を探して 〜石川・加賀市&金沢市〜    | 三倉佳奈 | 河田康雄（日本料理）         | 白トラエビ、加賀太きゅうり               |
| 8月14日  | 若狭湾の至宝と出会う 〜福井・小浜市&おおい町〜    | 三倉茉奈 | 黒味傳（フランス料理）       | 若狭ぐじ（アカアマダイ）、おおきな油揚げ |
| 9月11日  | 古都の清水が生む上品な味 〜京都市〜               | 三倉佳奈 | 米村昌泰（フランス料理）     | 湯葉、京唐菜                             |
| 10月2日  | 兵庫の海に驚きの名物発見! 〜兵庫・豊岡市〜        | 三倉茉奈 | 後藤久右衛門（フランス料理） | 八代オクラ、赤イカ（ソデイカ）           |
| 11月6日  | 梨王国の復権かけた新品種 〜鳥取・境港市&大山町〜  | 三倉茉奈 | 奥平常男（フランス料理）     | ベニズワイガニ、秋甘泉                   |
| 11月13日 | 瀬戸大橋のたもとで秋をいただく 〜岡山・倉敷市〜   | 三倉佳奈 | 湯浅薫男（フランス料理）     | ままかり、連島れんこん                   |
| 11月20日 | 瀬戸内・秋の風物詩 〜広島・竹原市〜               | 三倉佳奈 | 北岡三千男（日本料理）       | ジャガイモ、ドウマル（クラカケトラギス） |
| 12月11日 | 日本海の赤い宝石 〜島根・浜田市&川本町〜          | 三倉茉奈 | 渡部洋二（日本料理）         | ノドグロ、エゴマ                         |
| 12月18日 | 山口の宝 トラフグ 〜山口・萩市〜                  | 三倉茉奈 | 河村剛太郎（日本料理）       | トラフグ、はなっこりー                   |
| 1月22日  | 冬の玄界灘 自慢の味 〜福岡・福岡市&糸島市〜       | 三倉佳奈 | 沖克洋（フランス料理）       | かつお菜、寒ブリ                         |
| 1月29日  | 果汁で育つ絶品ヒラメ 〜大分・佐伯市〜             | 三倉佳奈 | 河野 辰也（フランス料理）    | ヒラメ、塩熟トマト                       |
| 2月19日  | 海と山が一つのスープに 〜佐賀・武雄市＆白石町〜   | 三倉茉奈 | 立岡池敏（中国料理）         | 佐賀のり、いのしし肉                     |
| 2月26日  | ＵＦＯの基地？で作る伝統野菜 〜長崎市〜           | 三倉茉奈 | 上柿元勝（フランス料理）     | アシアカエビ、唐人菜                     |

### 北上ルート
| 放送日   | タイトル                                                      | 旅人     | 料理人                     | 旬の食材                                 |
| -------- | ------------------------------------------------------------- | -------- | -------------------------- | ---------------------------------------- |
| 4月17日  | 南国土佐、春の味満喫 〜高知市〜                               | 西城秀樹 | 染谷和希（中国料理）       | フルーツトマト、エガニ（ノコギリガザミ） |
| 4月24日  | 瀬戸内・海の幸と新鮮フルーツで創作フレンチ 〜愛媛・新居浜市〜 | 西城秀樹 | 篠原伸明（フランス料理）   | うちぬき、レッドパール、舌平目           |
| 5月15日  | 讃岐の伝統食材ここにあり! 〜香川・さぬき市〜                  | 大林素子 | 安芸青児（イタリア料理）   | にんにく 、サワラ                        |
| 5月22日  | 渦潮が育む海の幸 〜徳島・鳴門市〜                             | 大林素子 | 小山裕久（日本料理）       | らっきょう、真鯛                         |
| 6月12日  | 天下の台所で初夏の味を食す 〜大阪・堺市〜                     | 西城秀樹 | 阪本充治（フランス料理）   | 泉だこ、大阪しろな                       |
| 6月19日  | 清流にアユおどる 〜和歌山・白浜町〜                           | 西城秀樹 | 荒井祥一（イタリア料理）   | 古城梅、天然アユ                         |
| 7月10日  | 古都の伝統野菜をいただく 〜奈良・奈良市〜                     | 大林素子 | 佐伯省吾（日本料理）       | 大和丸なす、ヤマトポーク                 |
| 7月17日  | 海女がとる海の宝物 〜三重・鳥羽市&志摩市〜                    | 大林素子 | 後藤雅司（フランス料理）   | あわび、南張メロン                       |
| 8月28日  | 琵琶湖だけの味覚を堪能 〜滋賀・近江八幡市&甲賀市〜            | 西城秀樹 | 南康成（フランス料理）     | ビワマス、かんぴょう                     |
| 9月4日   | 川が育む伝統の食文化 〜岐阜・関市&瑞浪市〜                    | 西城秀樹 | 古田等（中国料理）         | ニホンナマズ、半原かぼちゃ               |
| 10月16日 | 知多半島で日本一の食材を 〜愛知・常滑市&南知多町〜            | 大林素子 | 牧野儀（ドイツ料理）       | イチジク、ワタリガニ                     |
| 10月23日 | 富士山麓の食材共演 〜静岡・富士市&三島市〜                    | 大林素子 | 西谷文紀（イタリア料理）   | 黒はんぺん、三島甘藷（ベニアズマ）       |
| 11月27日 | 諏訪湖を満喫！ワカサギ釣り 〜長野・茅野市&諏訪湖〜            | 西城秀樹 | 金井純一（中国料理）       | そば、ワカサギ                           |
| 12月4日  | 最高級柿の甘いお話 〜山梨・笛吹市&甲州市〜                    | 西城秀樹 | 山田真治（フランス料理）   | 富有柿、甲州ワインビーフ                 |
| 12月25日 | 冬に人気の地魚と伝統野菜 〜神奈川・小田原市&伊勢原市〜        | 大林素子 | 脇屋友詞（中国料理）       | スミヤキ（クロシビカマス）、大山菜       |
| 1月15日  | 都会の畑で採れる伝統野菜 〜東京・板橋区〜                     | 大林素子 | 芳根綾子（フランス料理）   | 板橋のとれたて野菜、志村みの早生大根     |
| 2月5日   | たまねぎの葉を食べる？ 〜千葉・白子町&いすみ市〜              | 大林素子 | 渡辺展久（中国料理）       | マダコ、葉たまねぎ                       |
| 2月12日  | 霜で甘く育つ野菜 〜埼玉・さいたま市&加須市〜                  | 大林素子 | 中宇祢満也（フランス料理） | 小松菜、ホンモロコ                       |
| 3月5日   | 餌に秘密が…人気の豚肉 〜群馬・前橋市&吉岡町〜                 | 大林素子 | 小池修（日本料理）         | 上州麦豚、チンゲンサイ                   |
| 3月12日  | 高原育ちの色白箱入り娘 〜栃木・那須塩原市〜                   | 大林素子 | 音羽和紀（フランス料理）   | 春香うど、那須和牛                       |